# Брукпорт
Брукпорт (англ. Brookport) — місто (англ. city) в США, в окрузі Массак штату Іллінойс. Населення — 725 осіб (2020).

## Географія
Брукпорт розташований за координатами 37°7′33″ пн. ш. 88°37′34″ зх. д. / 37.12583° пн. ш. 88.62611° зх. д. (37.125805, -88.625985). За даними Бюро перепису населення США в 2010 році місто мало площу 1,71 км², з яких 1,69 км² — суходіл та 0,01 км² — водойми.

## Демографія
Згідно з переписом 2010 року, у місті мешкали 984 особи в 415 домогосподарствах у складі 251 родини. Густота населення становила 576 осіб/км². Було 469 помешкань (275/км²).
Расовий склад населення:
| - 88,4 % — білих - 8,3 % — чорних або афроамериканців - 0,8 % — корінних американців |

До двох чи більше рас належало 2,1 %. Частка іспаномовних становила 2,9 % від усіх жителів.
За віковим діапазоном населення розподілялося таким чином: 22,2 % — особи молодші 18 років, 59,8 % — особи у віці 18—64 років, 18,0 % — особи у віці 65 років та старші. Медіана віку мешканця становила 40,8 року. На 100 осіб жіночої статі у місті припадало 88,1 чоловіків; на 100 жінок у віці від 18 років та старших — 88,7 чоловіків також старших 18 років.
Середній дохід на одне домашнє господарство становив 44 572 долари США (медіана — 34 485), а середній дохід на одну сім'ю — 51 875 доларів (медіана — 46 250). За межею бідності перебувало 15,4 % осіб, у тому числі 27,9 % дітей у віці до 18 років та 1,7 % осіб у віці 65 років та старших.
Цивільне працевлаштоване населення становило 388 осіб. Основні галузі зайнятості: роздрібна торгівля — 29,6 %, освіта, охорона здоров'я та соціальна допомога — 21,9 %, будівництво — 9,5 %, мистецтво, розваги та відпочинок — 8,8 %.